# Neil Young Archives Volume II: 1972–1976
Neil Young Archives Volume II: 1972–1976 es una caja recopilatoria del músico canadiense Neil Young, publicada el 20 de noviembre de 2020 por la compañía discográfica Reprise Records. El volumen, que se compone de diez discos y cubre el periodo musical de Young entre 1972 y 1976, supone el segundo volumen recopilatorio de la carrera musical del músico después del lanzamiento de The Archives Vol. 1 1963–1972 en 2009. La lista de canciones fue revelada en la página web oficial del músico el 20 de septiembre, y el primer sencillo, "Come Along and Say You Will", fue publicado el 14 de octubre. 
La caja fue puesta en preventa el 16 de octubre con una primera edición limitada a nivel mundial de solo 3 000 copias. Después de agotarse al día siguiente, Neil anunció que sería publicada una segunda edición.
De los 131 temas que componen Neil Young Archives Volume II: 1972–1976, 63 son inéditos, incluyendo versiones alternativas y en directo de canciones anteriormente editadas. Solo doce canciones son inéditas en cualquier formato.

## Posición en listas
| País                            | Posición |
| ------------------------------- | -------- |
| Bélgica (Ultratop flamenca)     | 49       |
| Bélgica (Ultratop valona)       | 24       |
| Alemania (Offizielle Top 100)   | 8        |
| Hungría (MAHASZ)                | 12       |
| Escocia (Scottish Albums Chart) | 16       |
| Suiza (Schweizer Hitparade)     | 35       |